# ケイダッシュステーション、ブレイクは突然に!
ケイダッシュステーション、ブレイクは突然に！（けいだっしゅすてーしょん、ぶれいくはとつぜんに！）は、インターネットテレビ番組のGyaOジョッキーで放送されていたトークバラエティ番組である。2008年4月18日までは、この番組の前身である『笑ってポン! 〜君たち、見ないとアレするよ! 〜』というタイトルで放送されていた。GyaOジョッキー閉局により番組が終了した。

## 概要
毎週金曜日21時〜22時に生放送で、ケイダッシュステージ所属の人気タレントや芸人とともに進行していくトークバラエティ番組。
番組名の由来は、裏番組（地上波テレビ）であるテレビ朝日系「報道ステーション」を意識していたこと、ケイダッシュのタレントが出演することから、「ケイダッシュ」と「ステーション」を組み合わせて採用した。サブタイトル「ブレイクは突然に！」は、番組上でチャッター（ネット視聴者）から募集し決定した。

## 出演者
- メインMC - 相沢まき

代理 - ぺる（第7・24～28回）、小塚つかさ（第17・32・39回）、大輪教授（第52回）
- サブMC - ケイダッシュステージ所属の芸人・タレント

| 放送回数          | 放送日         | 出演者（MC）                         | 出演者（ゲスト）                |
| ----------------- | -------------- | ------------------------------------ | ------------------------------- |
| 第1回             | 2008年4月25日  | 相沢真紀、Hi-Hi                      | 花凛                            |
| 第2回             | 2008年5月2日   | 相沢真紀、ビックスモールン           | 花凛                            |
| 第3回             | 2008年5月9日   | 相沢真紀、オードリー                 | 花凛                            |
| 第4回             | 2008年5月16日  | 相沢真紀、大輪教授                   | 花凛                            |
| 第5回             | 2008年5月23日  | 相沢真紀、どきどきキャンプ           |                                 |
| 第6回             | 2008年5月30日  | 相沢真紀、星飛雄馬、高橋工房         |                                 |
| 第7回             | 2008年6月6日   | ぺる、ハマカーン                     |                                 |
| 第8回             | 2008年6月13日  | 相沢真紀、ぺる                       | 花凛（この回より、月1回の出演） |
| 第9回             | 2008年6月20日  | ビックスモールン、連戦姉妹（わかな） |                                 |
| 第10回            | 2008年6月27日  | 相沢真紀、Hi-Hi                      | 伊東りな                        |
| 第11回            | 2008年7月4日   | 相沢真紀、HEY!たくちゃん             |                                 |
| 第12回            | 2008年7月11日  | 相沢真紀、はなわ                     | 花凛                            |
| 第13回            | 2008年7月18日  | 相沢真紀、オードリー                 | 大久保麻理子                    |
| 第14回            | 2008年7月25日  | 相沢真紀、ビックスモールン           |                                 |
| 第15回            | 2008年8月1日   | 相沢真紀、大輪教授                   |                                 |
| 第16回            | 2008年8月8日   | 相沢真紀、どきどきキャンプ           | 花凛                            |
| 第17回            | 2008年8月15日  | 小塚つかさ、HEY!たくちゃん           |                                 |
| 第18回            | 2008年8月22日  | 相沢真紀                             | Fu-Fu（南知里・村田綾・田中萌） |
| 第19回            | 2008年8月29日  | 相沢真紀、Hi-Hi                      |                                 |
| 第20回            | 2008年9月5日   | 相沢真紀、ビックスモールン           |                                 |
| 第21回            | 2008年9月12日  | 相沢真紀、ハマカーン                 | 花凛                            |
| 第22回            | 2008年9月19日  | HEY!たくちゃん、Hi-Hi                | 腐男塾                          |
| 第23回            | 2008年9月26日  | 相沢真紀、ビックスモールン           |                                 |
| 第24回            | 2008年10月3日  | ぺる、Hi-Hi                          |                                 |
| 第25回            | 2008年10月10日 | ぺる、大輪教授                       | 花凛                            |
| 第26回            | 2008年10月17日 | ぺる、どきどきキャンプ               |                                 |
| 第27回            | 2008年10月24日 | ぺる、HEY!たくちゃん                 |                                 |
| 第28回            | 2008年10月31日 | ぺる、ビックスモールン               |                                 |
| 第29回            | 2008年11月7日  | 相沢真紀、Hi-Hi                      |                                 |
| 第30回            | 2008年11月14日 | 相沢真紀、三日月シュガー             | 花凛                            |
| 第31回            | 2008年11月21日 | 相沢真紀、星飛雄馬                   | 笹峯あい、村田綾                |
| 第32回            | 2008年11月28日 | 小塚つかさ、どきどきキャンプ         |                                 |
| 第33回            | 2008年12月5日  | 相沢真紀、Hi-Hi                      | Mizrock（ミズロック）           |
| 第34回            | 2008年12月12日 | 相沢真紀、HEY!たくちゃん             | 花凛                            |
| 第35回            | 2008年12月19日 | 相沢真紀、星飛雄馬                   |                                 |
| 第36回            | 2008年12月26日 | 相沢真紀                             | 大石里沙                        |
| 第37回            | 2009年1月9日   | 相沢真紀、高橋工房                   | 花凛                            |
| 第38回            | 2009年1月16日  | 相沢真紀、Hi-Hi                      |                                 |
| 第39回            | 2009年1月23日  | 小塚つかさ、大輪教授                 |                                 |
| 第40回            | 2009年1月30日  | 相沢真紀、ビックスモールン（チロ）   | 古川小百合                      |
| 第41回            | 2009年2月6日   | 相沢真紀、ハマカーン                 |                                 |
| 第42回            | 2009年2月13日  | 相沢真紀                             | 花凛、アイ・シェリー            |
| 第43回            | 2009年2月20日  | 相沢真紀、ビックスモールン           |                                 |
| 第44回            | 2009年2月27日  | 相沢真紀、スザンヌ                   | ライム（相沢の愛犬）            |
| 第45回            | 2009年3月6日   | 相沢真紀                             | 古川小百合                      |
| 第46回            | 2009年3月13日  | 相沢真紀、ビックスモールン           | 花凛                            |
| 第47回            | 2009年3月27日  | 相沢真紀、Hi-Hi                      |                                 |
| 第48回            | 2009年4月3日   | 相沢真紀、HEY!たくちゃん             |                                 |
| 第49回            | 2009年4月10日  | 相沢真紀                             | 花凛、アダモちゃん（島崎俊郎）  |
| 第50回            | 2009年4月17日  | 相沢まき、Hi-Hi                      |                                 |
| 第51回            | 2009年4月24日  | 相沢まき、ビックスモールン           |                                 |
| 第52回            | 2009年5月1日   | 大輪教授                             | 原田まりる                      |
| 第53回            | 2009年5月8日   | 相沢まき、HEY!たくちゃん             | 花凛                            |
| 第54回            | 2009年5月15日  | 相沢まき、大輪教授                   | さがゆりこ                      |
| 第55回            | 2009年5月22日  | 相沢まき、三日月シュガー             |                                 |
| 第56回            | 2009年5月29日  | 相沢まき、ビックスモールン           | 大槻りこ                        |
| 第57回            | 2009年6月5日   | 相沢まき、HEY!たくちゃん             |                                 |
| 第58回            | 2009年6月12日  | 相沢まき、Hi-Hi                      | 花凛                            |
| 第59回            | 2009年6月19日  | 相沢まき、ハマカーン                 |                                 |
| 第60回            | 2009年6月26日  | 相沢まき、ビックスモールン           | 林田健司                        |
| 第61回            | 2009年7月3日   | 相沢まき、Hi-Hi                      |                                 |
| 第62回            | 2009年7月10日  | 相沢まき、虹鱒                       | 花凛                            |
| 第63回            | 2009年7月17日  | 相沢まき、ビックスモールン           |                                 |
| 第64回            | 2009年7月24日  | 相沢まき、HEY!たくちゃん             | はなわ                          |
| 第65回            | 2009年7月31日  | 相沢まき、モンキーチャック           |                                 |
| 第66回            | 2009年8月7日   | 相沢まき、Hi-Hi                      |                                 |
| 第67回            | 2009年8月14日  | 相沢まき、花凛                       | 福下めぐ                        |
| 第68回            | 2009年8月21日  | ぺる、古川小百合、ハマカーン         |                                 |
| 第69回 （最終回） | 2009年8月28日  | 相沢まき、Hi-Hi、ビックスモールン    |                                 |

※GyaOジョッキーの公式HPでは、ケイダッシュステージ所属の芸人・タレントが所々ゲスト扱いとなっているが、
ここでは、サブMCとして記載した。

## 主な出来事
- 第24～28回（2008年10月）の1ヶ月間は、相沢が新番組「六本木音楽部」出演のため、マジシャンのぺるがMCを代行した。
- 第31回（2008年11月21日）の放送で、司会の相沢とゲストの笹峯あいが番組中に口喧嘩をしだし途中で退場し、もう一人のゲスト村田綾をドッキリの罠にハメるという企画にて、ネタばらしの時に村田綾が泣いてしまい、仕掛人の相沢が多数のチャッター（ネット視聴者）に本気で怒られてしまった。
- 第59回（2009年6月19日）の放送で、相沢が寝坊のため遅刻（放送開始には間に合った）をし、ほぼスッピンの状態でメガネと帽子で素顔を隠し気味で出演をした。